# Skala Otradnaja
Skala Otradnaja (Transkription von russisch Скала Отрадная ‚Glücklicher Felsen‘) ist ein Nunatak im ostantarktischen Königin-Maud-Land. Er ragt im Otto-von-Gruber-Gebirge des Wohlthatmassivs auf.
Russische Wissenschaftler benannten ihn.